# Periclista lineolata
Espèce
Periclista lineolata est une espèce d'insectes de l'ordre des hyménoptères et de la famille des Tenthredinidae.